# Jardin de l'horticulture de Florence
 (octobre 2021).
Si vous disposez d'ouvrages ou d'articles de référence ou si vous connaissez des sites web de qualité traitant du thème abordé ici, merci de compléter l'article en donnant les références utiles à sa vérifiabilité et en les liant à la section « Notes et références ».

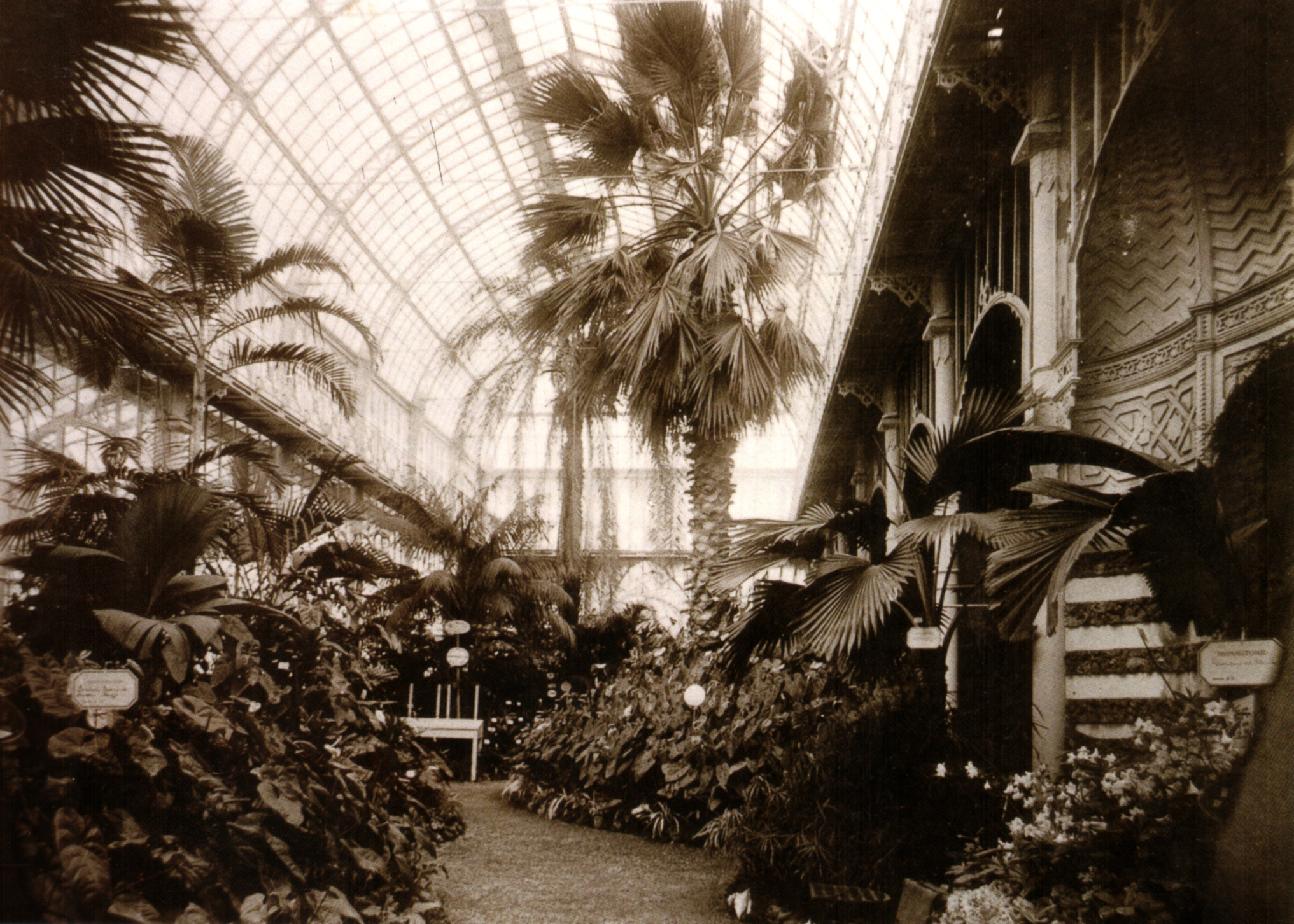
Vue du XIXe siècle de l'intérieur de la serre.

Le jardin de l'horticulture de Florence (en italien, giardino dell'Orticultura) est un jardin horticole situé à Florence.

## Histoire et architecture
En 1852, constatant la diffusion de la pratique de l'art du jardinage, l'Accademia dei Georgofili nomma une commission chargée de former une société horticole en Toscane : la Société toscane d'horticulture. D'où la nécessité de créer un potager ou jardin expérimental, qui se matérialisa en 1859, année où la Société obtint un bail sur un terrain situé à l'extérieur de la porte San Gallo, au début de la via Bolognese, appartenant au marquis Ludovico Ginori Lisci et à la marquise Marianna Venturi.
Après trois ans de travaux, la Société avait réalisé des plantations, un vignoble et un pomerium et avait planté des plantes ornementales excentriques et rares dans la partie basse, vers la ville.
Une réorganisation radicale du jardin a eu lieu à partir de 1876 dans le but principal de pouvoir accueillir de futures expositions nationales et des expositions prestigieuses. En 1880, la Fédération horticole italienne a organisé la première exposition nationale à Florence et, pour ce faire, la société toscane a décidé d'achever son jardin avec la construction d'une grande serre en fer et verre qui n'avait aucun précédent en Italie. Une souscription a été ouverte parmi les partenaires afin de trouver les fonds nécessaires. L'élaboration du projet a été confiée à l'ingénieur et architecte Giacomo Roster et réalisée par l'Officine Michelucci à Pistoia, avec les colonnes en fonte de la fonderie Lorenzetti, également à Pistoia. La serre-tepidarium a une base rectangulaire et mesure 38,50 × 17 mètres, avec une surface couverte de 650 m2. L'intérieur, chauffé par des poêles, est agrémenté de deux bassins aux niches décorées de roches spongieuses, hommage à l'architecture maniériste, œuvre du sculpteur florentin Francesco Marini. Au total, 9 700 pièces ont été assemblées, 8 tonnes de fer cylindrique soutenant la structure. Après l'inauguration du 19 mai 1880, le chroniqueur de La Nazione le définit comme un «palais de cristal».
L'activité de promotion de la Société s'est intensifiée avec l'exposition organisée en 1887, à cette occasion le jardin s'est enrichi de la présence d'un café-restaurant et d'une seconde serre, provenant du jardin Demidoff à San Donato.
En 1911, le jardin fut à nouveau le théâtre d'une grande exposition internationale de floriculture pour les célébrations promues par la municipalité de Florence dans le cadre du cinquantième anniversaire de l'unification de l'Italie. A cette occasion, des modifications considérables ont été apportées, dont certaines sont encore conservées aujourd'hui, le viaduc de la voie ferrée, l'agrandissement de l'allée, la décoration du portail avec des bannières et la construction de la Loggetta Bondi, hommage aux loggias de la Renaissance. Avec de nouveaux pavillons adossés au mur, des expositions de livres, de céramiques, d'outils de jardinage et de photographies de l'époque pourraient être organisées. Certains pavillons étaient dédiés aux grands arbres et un uniquement aux roses. Outre les nombreux invités étrangers, pour la première fois à Florence, les spécimens des collections des Florentins Carlo Ridolfi et Carlo Torrigiani se sont taillé la part du lion.
Avec la Première Guerre mondiale a commencé un déclin lent mais inexorable de l'activité de la société horticole toscane : c'est pourquoi, en  1930,  le jardin a été acheté par la municipalité, qui l'a transformé en jardin public. La grande serre resta dans un état de grave négligence, à tel point que la Municipalité alloua, entre 1933 et 1936, des fonds spéciaux pour sa restauration. La serre a de nouveau subi des dommages, notamment pendant la Seconde Guerre mondiale ; récemment, en 2000, elle a été restaurée, retrouvant son ancienne splendeur.
Un passage piétons au-dessus de la voie ferrée mène au « jardin des vergers du Parnasse », un petit espace vert situé sur une pente panoramique, où se détache une fontaine en forme de serpent ou de dragon, serpentant sur l'escalier. Ce jardin, en particulier la zone près de l'entrée de via Trento, est l'un des meilleurs endroits de la ville pour voir « I Fochi di San Giovanni », le feu d'artifice organisé chaque année le 24 juin pour la fête de la Saint-Jean, patron de Florence. Dans ce jardin, on trouve le Jardin des Justes, sur le modèle de celui existant à Jérusalem.
La serre est désormais utilisée pour des événements, des apéritifs, des fêtes et des activités culturelles, comme l'initiative Un thé aux papillons.
Le jardin abrite également la bibliothèque municipale d'horticulture.
Dans le jardin, ont été tournées des scènes des films Mes chers amis 2 (1982) de Mario Monicelli et Sous une bonne étoile (2014) de Carlo Verdone.

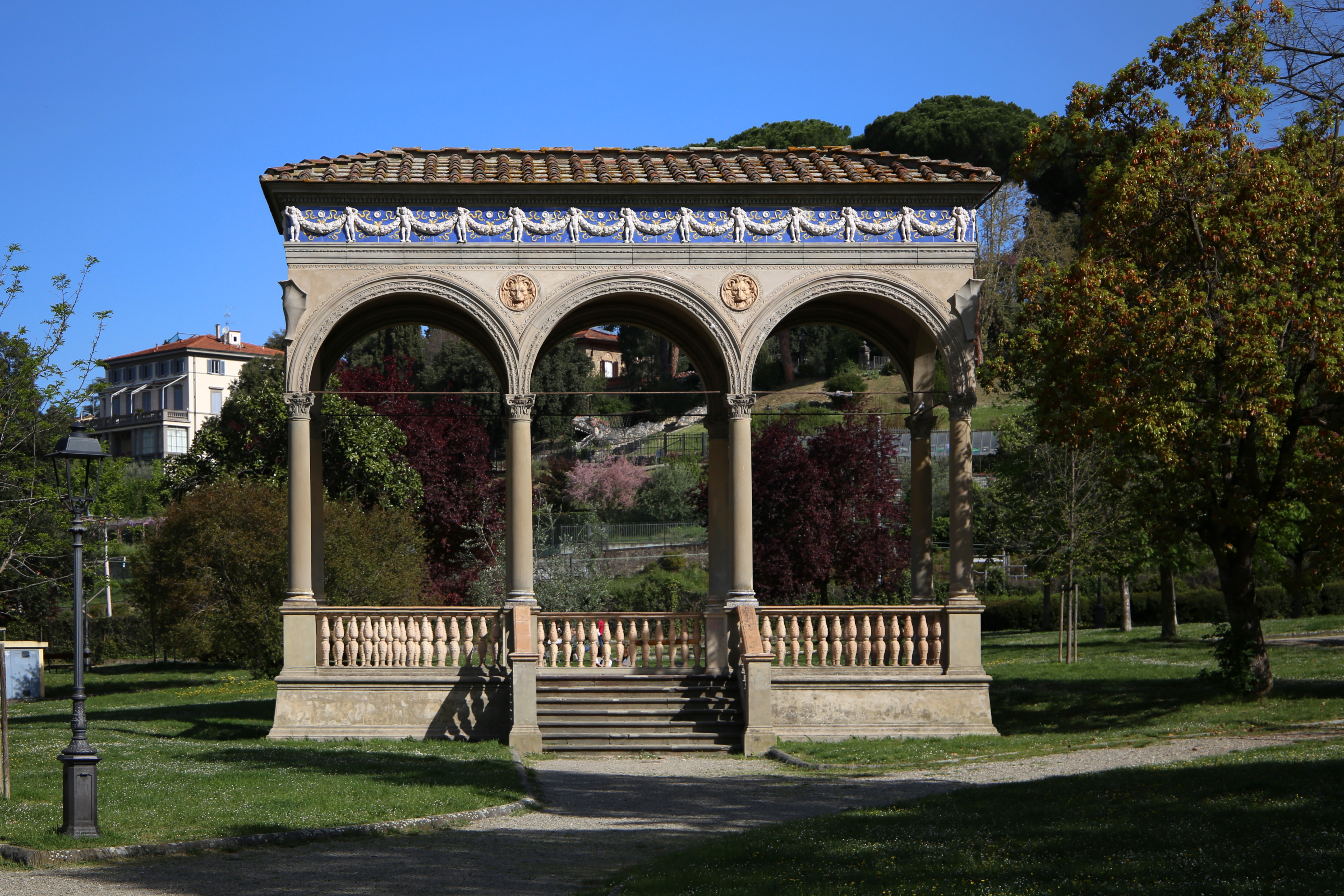
La pelouse avec la loggia de style Renaissance.
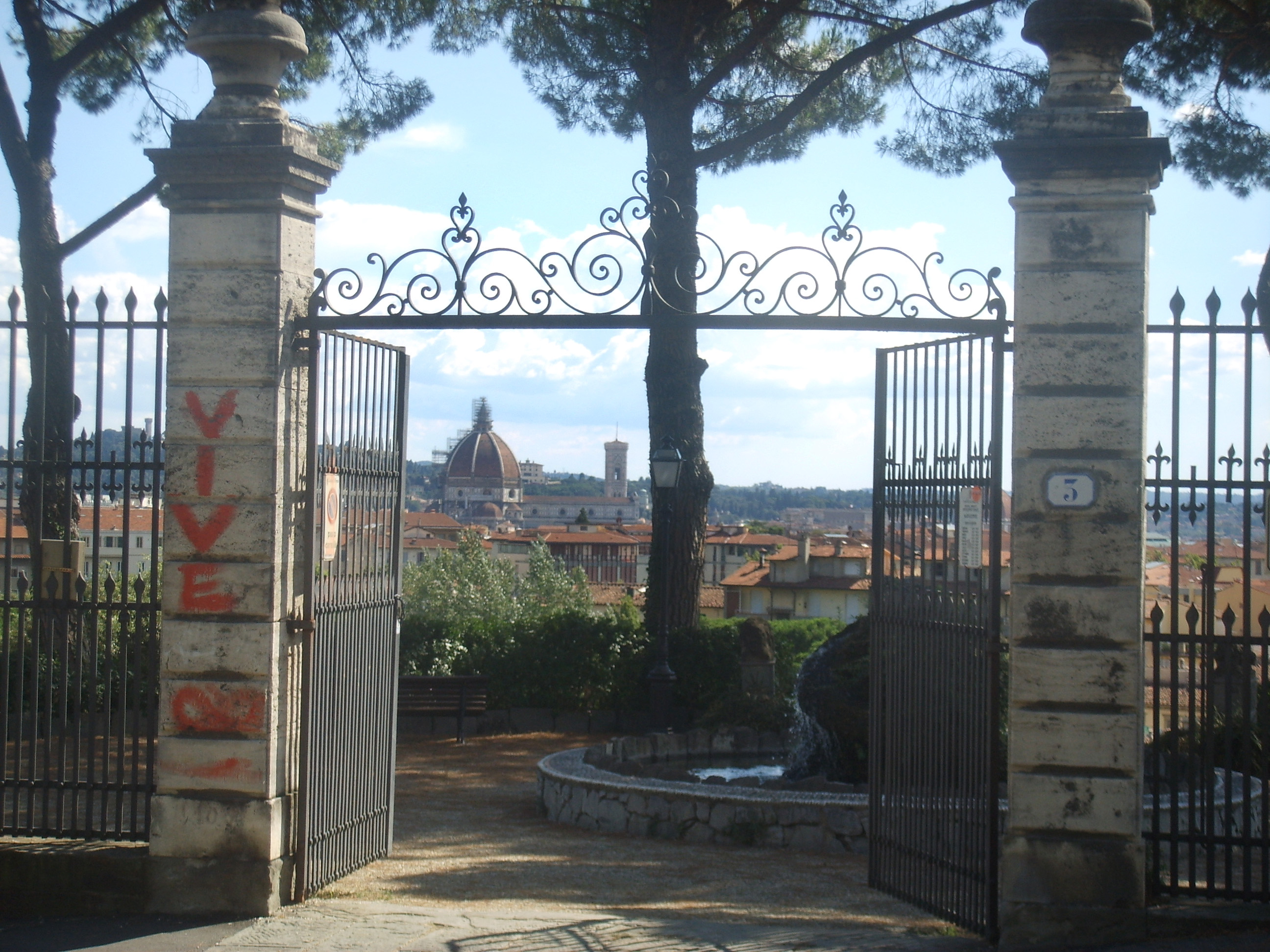
L'entrée panoramique de l'Orti del Parnassus.
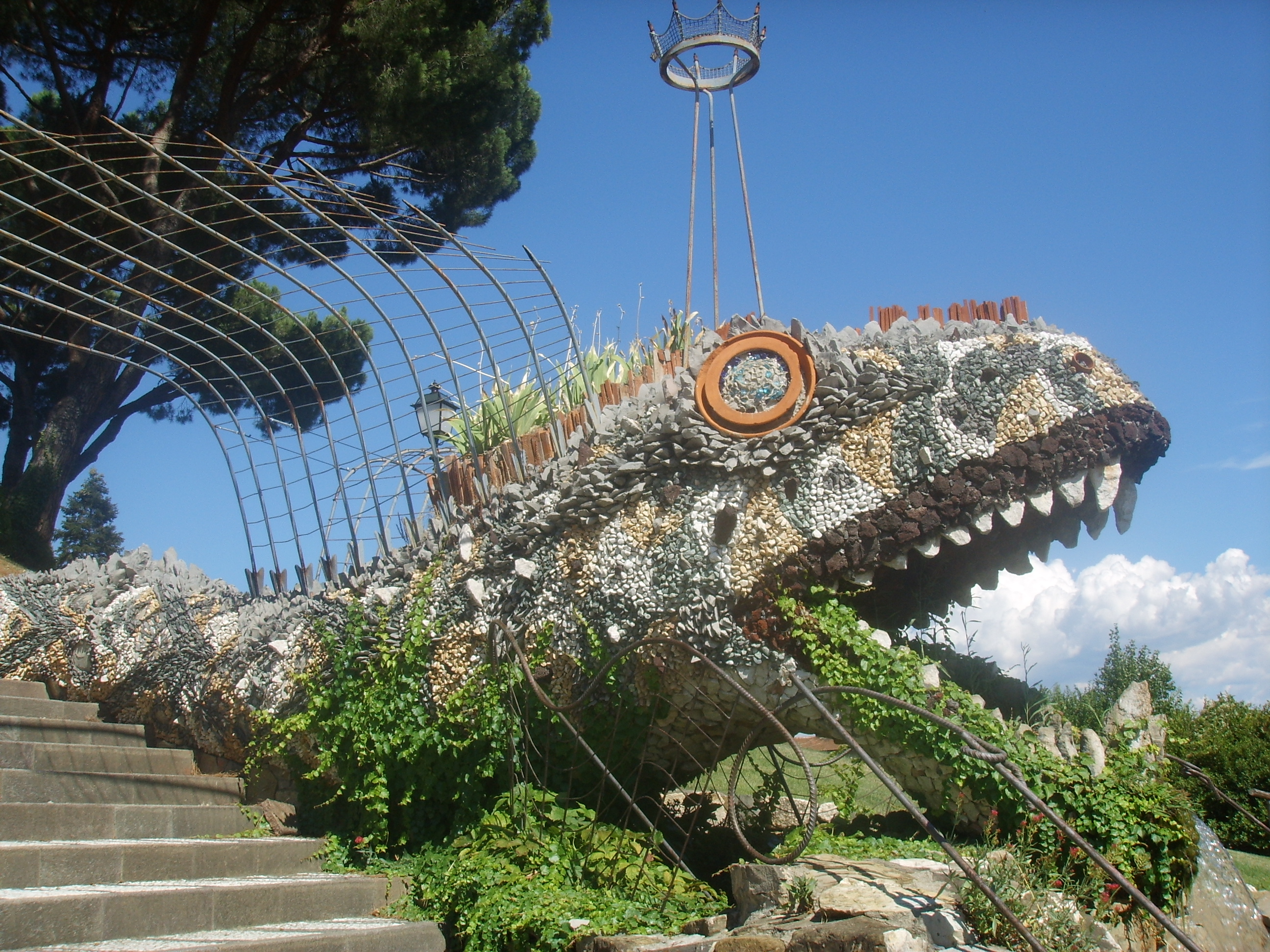
La fontaine du Serpent dans l'Orti del Parnassus.
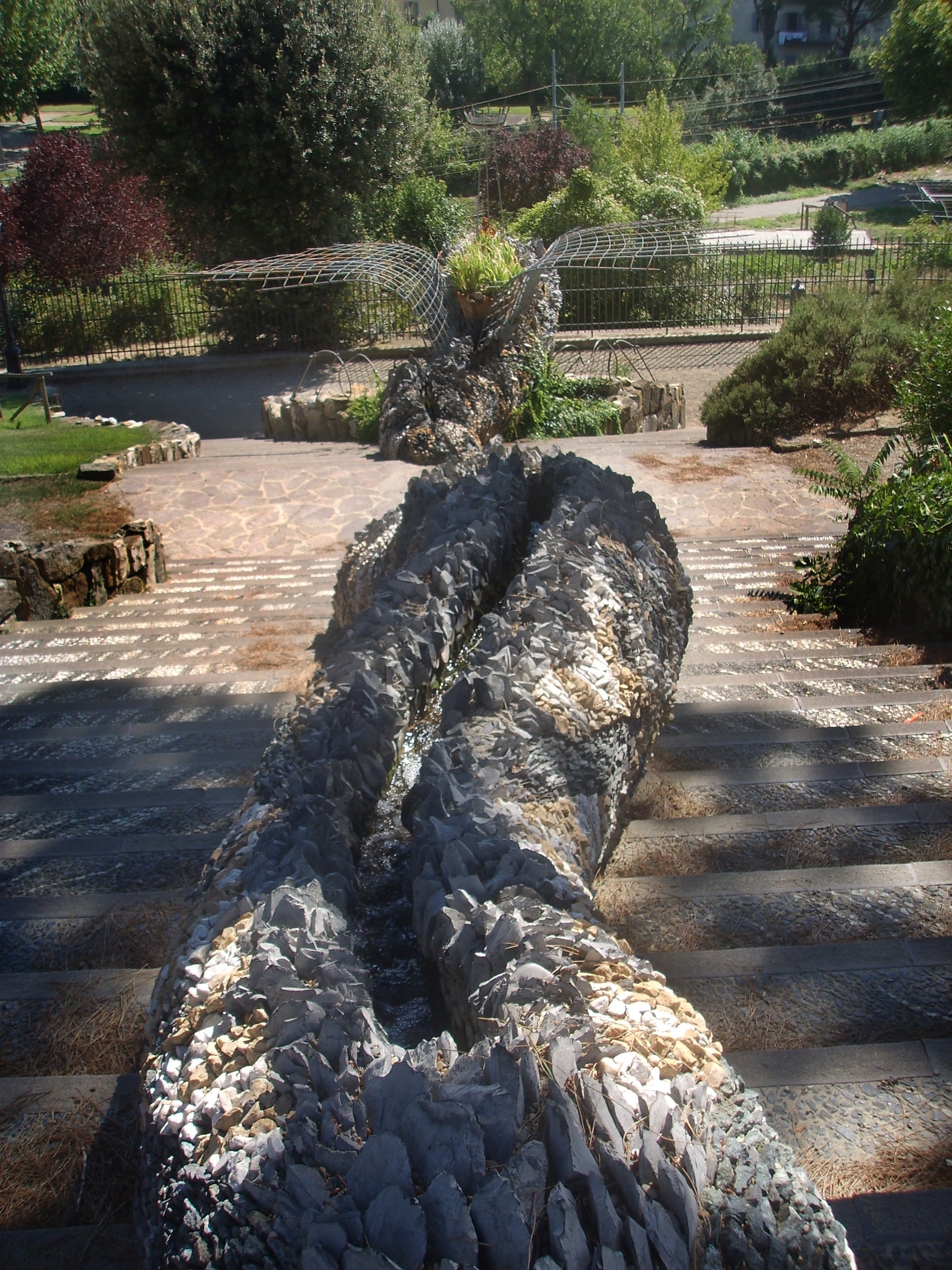
La fontaine du Serpent vue d'en haut.